# Pedro Betancourt
Pour les articles homonymes, voir Betancourt.
Pedro Betancourt est une ville et une municipalité de Cuba dans la province de Matanzas. Elle doit son nom à Pedro Estanislao Betancourt Dávalos (en) (1858-1933), médecin et héros de la guerre d'indépendance cubaine.

## Géographie

### Situation
Pedro Betancourt est dans l'est de la partie occidentale de l'île de Cuba, dans le centre de la province de Matanzas, à 142 km sud-est de La Havane et 63 km sud-est de sa capitale de province Matanzas.

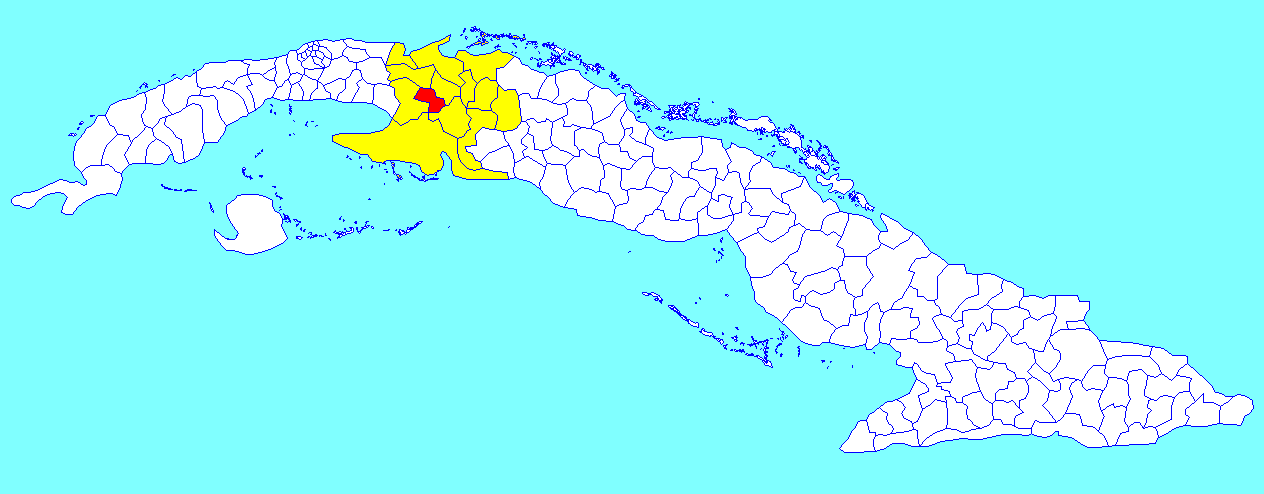
Municipalité de Pedro Betancourt dans la province de Cienfuegos

### Divisions administratives
Pedro Betancourt a six consejos populares :
- Manuelito
- Bolondrón
- Güira de Macurijes
- Navajas
- Pedro Betancourt
- Pedroso - Socorro

## Population
En 2022, la population était estimée à 29 565 habitants ; pour une surface de 387 km2, la densité de population est de 76,39 habitants/km².